# Record dei Grammy Awards
La pagina raccoglie i numerosi primati significativi stabili nel corso della storia dei Grammy Awards. Aggiornata ai Grammy Awards 2025.
Questa voce include esclusivamente le categorie competitive mentre esclude i premi speciali (presentati dalla National Academy of Recording Arts and Sciences) come Lifetime Achievement Awards, Trustees Awards, Technical Awards o Legend Awards. La voce tuttavia non esclude altri premi non correlati alla performance che potrebbero essere stati presentati agli artisti.

## Generali

### Maggior numero di Grammy vinti

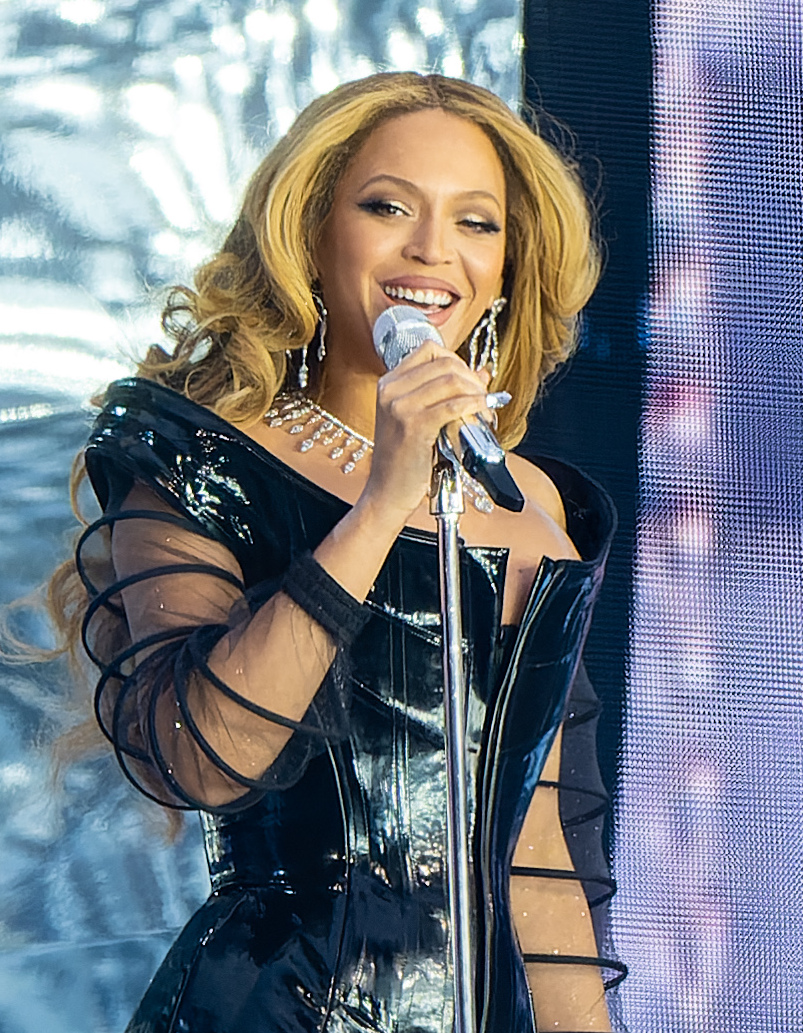
Il record per il maggior numero di Grammy è detenuto da Beyoncé: un totale di 35 premi.

Di seguito sono riportate le persone con il maggior numero di premi in categorie competitive.
Il record per il maggior numero di Grammy Awards vinti nella sua vita è detenuto da Beyoncé, cantante, cantautrice e produttrice discografica americana, che ne ha vinti 35. In precedenza era detenuto da Georg Solti, direttore d'orchestra ungherese-britannico, che ne ha vinti 31.

#### In assoluto
- 35 - Beyoncé[1]
- 31 - Georg Solti[2]
- 28 - Quincy Jones[3]
- 28 - Chick Corea[4]
- 27 - Alison Krauss[5]
- 26 - Pierre Boulez[6]
- 26 - John Williams[7]
- 25 - Vladimir Horowitz[8]
- 25 - Stevie Wonder[9]
- 25 - Jay-Z[10]
- 25 - David Frost[11]
- 24 - Kanye West[12]
- 22 - Vince Gill[13]
- 22 - Kendrick Lamar[14]
- 22 - U2[15]
- 21 - Șerban Ghenea[16]
- 20 - Pat Metheny[17]
- 20 - Al Schmitt[18]
- 20 - Bruce Springsteen[19]
- 20 - Henry Mancini[20]
- 20 - Kirk Franklin[21]

#### Da un artista maschile

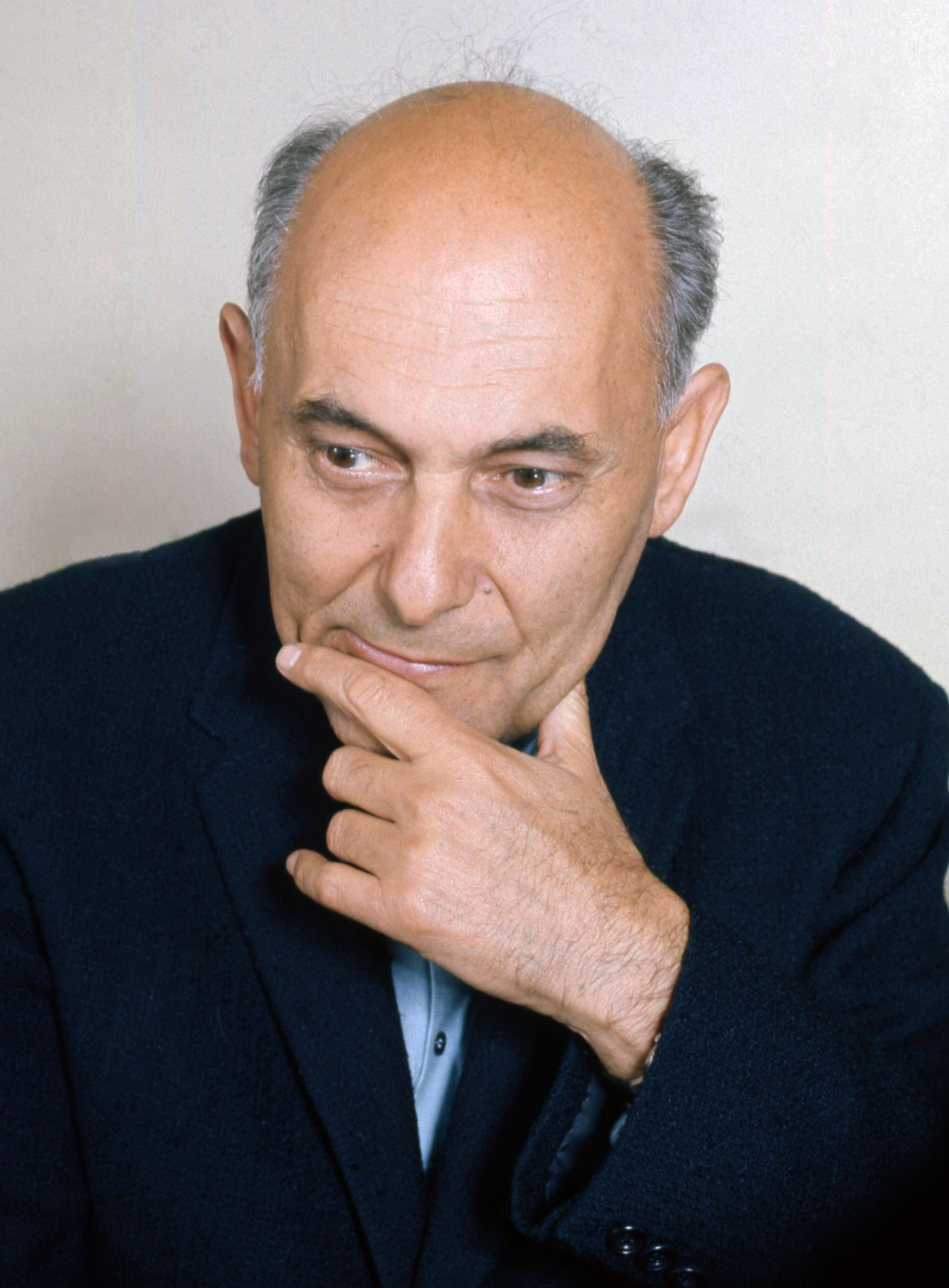
Georg Solti ha ricevuto nel corso della carriera 31 premi Grammy.

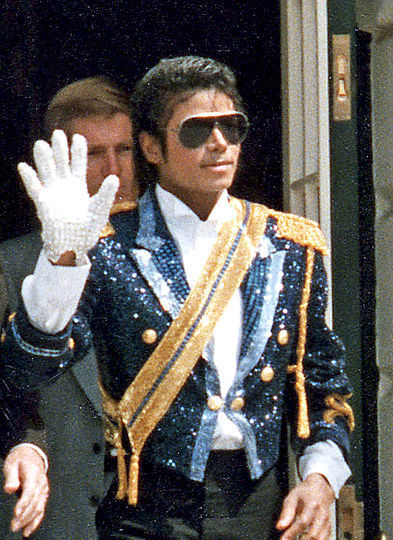
Michael Jackson nel 1984 ha vinto 8 premi in una notte.

- 31 - Georg Solti
- 28 - Quincy Jones
- 28 - Chick Corea
- 26 - Pierre Boulez
- 26 - John Williams
- 25 - Vladimir Horowitz
- 25 - Stevie Wonder
- 25 - Jay-Z
- 24 - Kanye West
- 22 - Vince Gill
- 22 - Kendrick Lamar
- 20 - Henry Mancini
- 20 - Pat Metheny
- 20 - Bruce Springsteen
- 20 - Al Schmitt

#### Da un'artista femminile
- 35 -Beyoncé
- 27 - Alison Krauss
- 18 - Aretha Franklin
- 18 - Alicia Keys
- 17 - CeCe Winans
- 16 - Adele
- 15 - Judith Sherman
- 14 - Taylor Swift
- 14 - Lady Gaga
- 13 - Leontyne Price
- 13 - Ella Fitzgerald
- 13 - Emmylou Harris
- 13 - Bonnie Raitt
- 11 - Shirley Caesar
- 11 - Linda Ronstadt
- 11 - Brandi Carlile
- 10 - Chaka Khan
- 10 - Dolly Parton
- 10 - Joni Mitchell
- 10 - Norah Jones

#### Da un gruppo

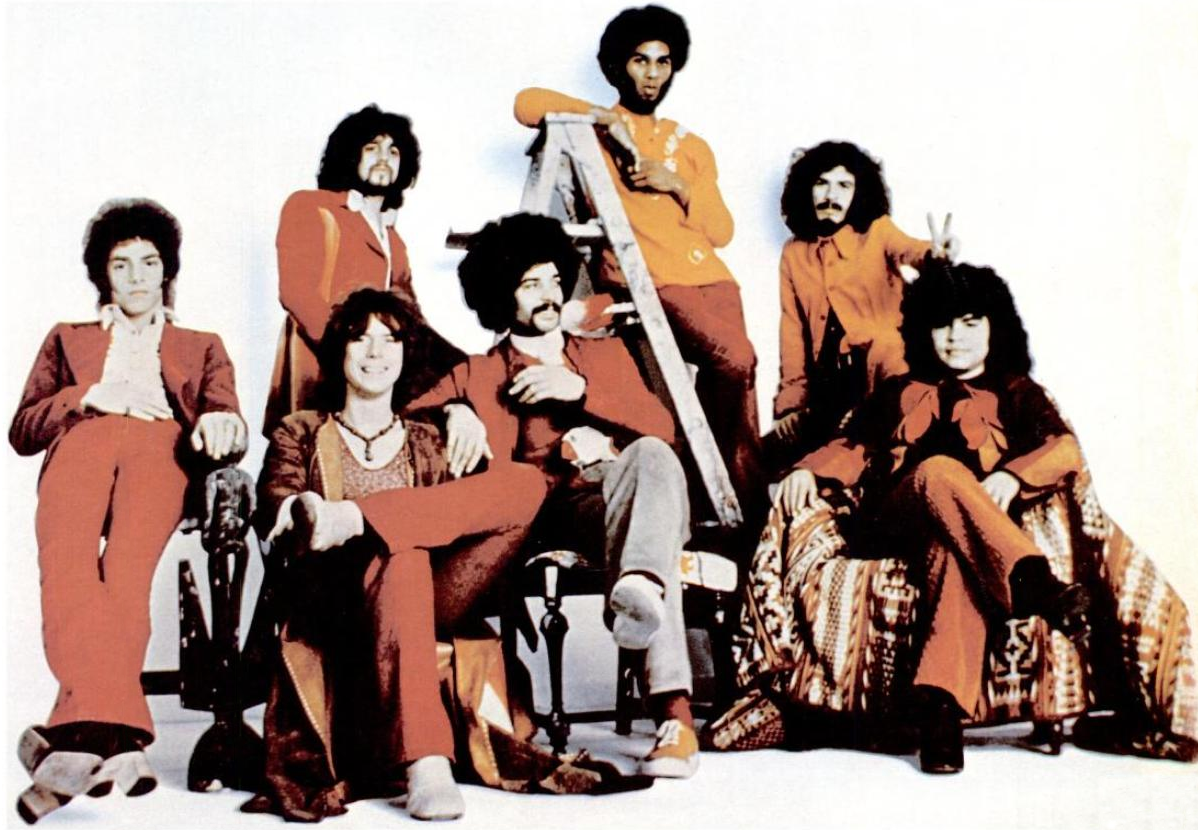
Nel 2000, i Santana hanno vinto 8 premi in una notte eguagliando il record.

- 22 - U2
- 15 - Foo Fighters
- 14 - Alison Krauss & Union Station
- 13 - The Chicks
- 10 - Pat Metheny Group
- 9 - Quartetto Emerson
- 9 - Metallica
- 8 - The Beatles
- 8 - The Blackwood Brothers
- 8 - Santana
- 8 - Take 6
- 8 - The Manhattan Transfer
- 8 - Asleep at the Wheel
- 7 - Simon & Garfunkel

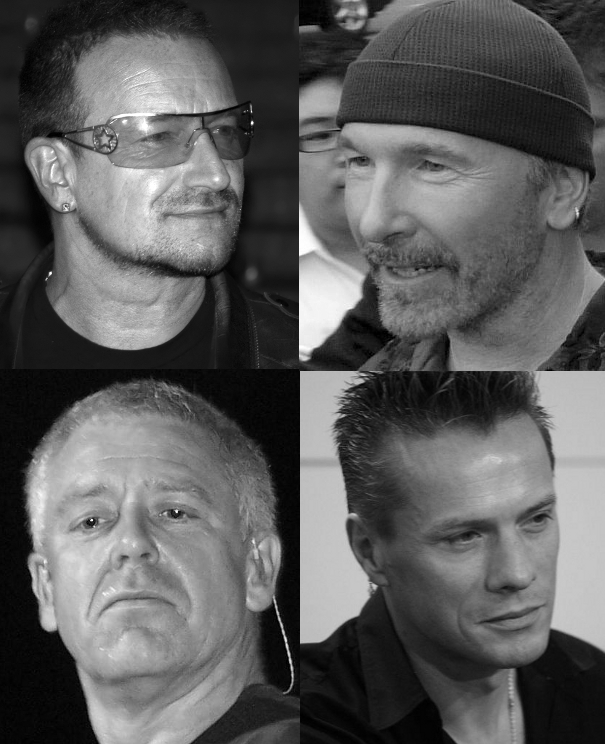
Gli U2 detengono il record per il maggior numero di Grammy Awards vinti da un gruppo. Hanno vinto 22 premi.

- 7 - Ricky Skaggs and Kentucky Thunder
- 7 - Los Tigres del Norte
- 7 - Lady A
- 7 - Coldplay

#### Da un rapper
- 24 - Jay-Z
- 24 - Kanye West
- 22 - Kendrick Lamar
- 15 - Eminem
- 13 - Pharrell Williams
- 10 - André 3000
- 8 - Lauryn Hill
- 8 - Anderson .Paak
- 7 - Dr. Dre
- 6 - Outkast
- 5 - Lil Wayne
- 5 - Childish Gambino
- 5 - Drake

#### Da un produttore

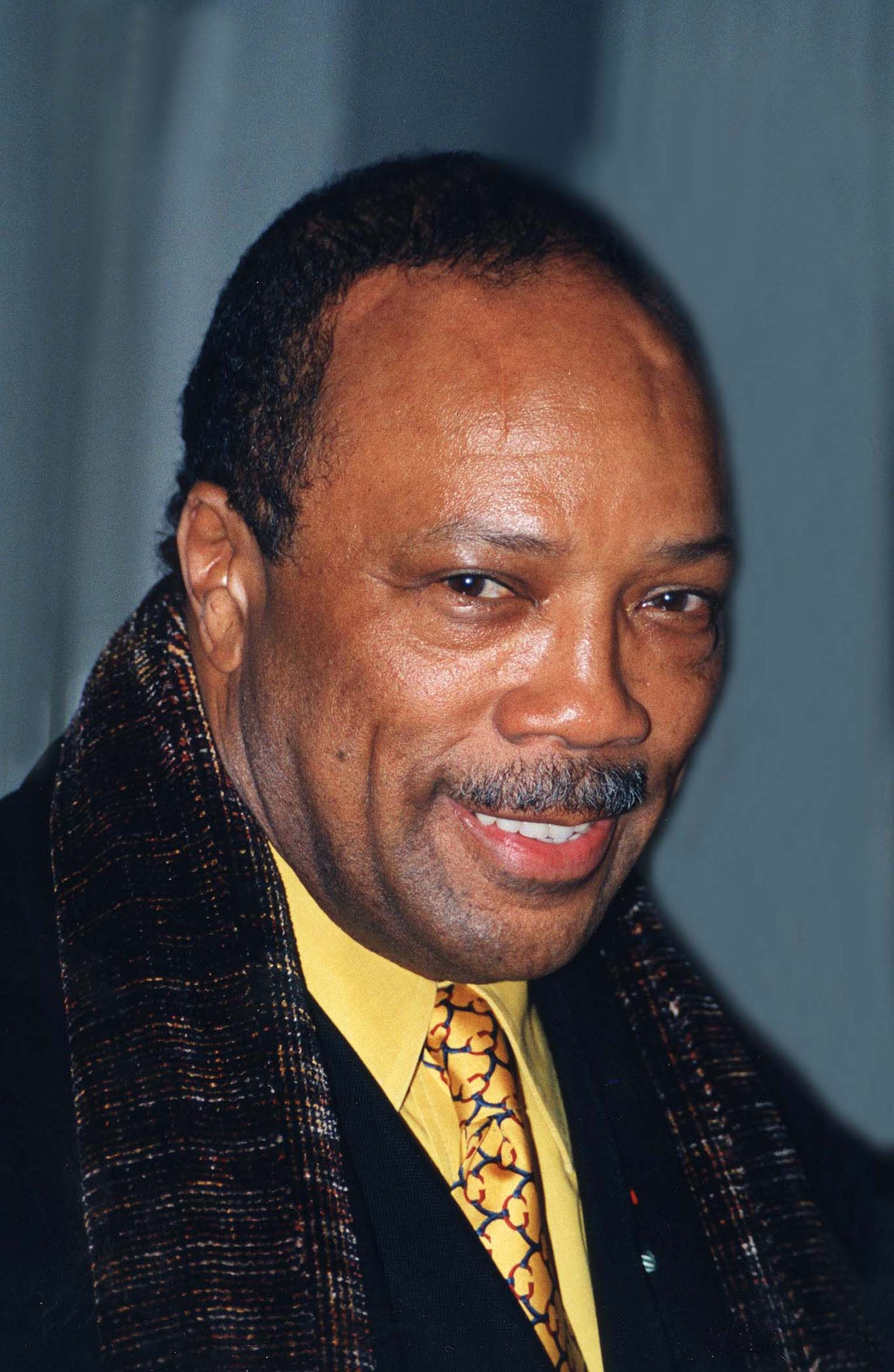
Quincy Jones detiene il record per il maggior numero di Grammy Awards vinti da un produttore, con 28 premi. Undici di questi sono stati assegnati per la produzione; Jones ha anche ricevuto dei premi come arrangiatore e artista.

Alcuni produttori hanno anche vinto premi come ingegneri, mixer e/o ingegneri di mastering.
- 28 - Quincy Jones
- 25 - David Frost
- 24 - Kanye West
- 17 - Steven Epstein
- 16 - David Foster
- 16 - James Mallinson
- 15 - Judith Sherman
- 14 - Phil Ramone
- 13 - T Bone Burnett
- 13 - Robert Woods
- 13 - Jay David Saks
- 13 - Pharrell Williams

#### Da un ingegnere o mixer
- 21 - Șerban Ghenea
- 20 - Al Schmitt
- 17 - Tom Elmhirst

### Maggior numero di Grammy vinti in una notte
Il record per il maggior numero di Grammy vinti in una notte è 8: Michael Jackson stabilì questo record nel 1984 e i Santana lo eguagliarono nel 2000. 
Il record per il maggior numero di Grammy vinti da un'artista femminile in una notte è 6. Beyoncé e Adele ne hanno vinte 6 ciascuna rispettivamente nel 2010 e nel 2012.

#### In assoluto
- 8 - Michael Jackson nel 1984[23]
- 8 - Santana nel 2000[24]
- 7 - Paul Simon nel 1971
- 6 - Roger Miller nel 1966
- 6 - Quincy Jones nel 1991
- 6 - Eric Clapton nel 1993
- 6 - Beyoncé nel 2010
- 6 - Adele nel 2012
- 6 - Tom Elmhirst nel 2017
- 6 - Bruno Mars nel 2018
- 6 - Finneas O'Connell nel 2020

#### Da un artista maschile
- 8 - Michael Jackson nel 1984
- 8 - Santana nel 2000
- 7 - Paul Simon nel 1971
- 6 - Roger Miller nel 1966
- 6 - Quincy Jones nel 1991
- 6 - Eric Clapton nel 1993
- 6 - Bruno Mars nel 2018

#### Da un'artista femminile
- 6 - Beyoncé nel 2010
- 6 - Adele nel 2012
- 5 - Lauryn Hill nel 1999
- 5 - Alicia Keys nel 2002
- 5 - Norah Jones nel 2003
- 5 - Beyoncé nel 2004
- 5 - Amy Winehouse nel 2008
- 5 - Alison Krauss nel 2009
- 5 - Adele nel 2017
- 5 - Billie Eilish nel 2020

#### Da un gruppo
- 8 - Santana nel 2000[24]
- 5 - Simon & Garfunkel nel 1971
- 5 - U2 nel 2006
- 5 - Dixie Chicks nel 2007
- 5 - Lady Antebellum nel 2011
- 5 - Foo Fighters nel 2012

#### Da un produttore
Il record per il maggior numero di premi vinti da un produttore in una notte è 6.
Il record è stato stabilito da Quincy Jones che ha vinto 6 premi nel 1991, tra cui Album dell'anno e produttore dell'anno, non classico per il suo album in studio Back on the Block.
Finneas O'Connell ha eguagliato il record nel 2020, vincendo il premio come produttore dell'anno, non classico e altri cinque premi, tra cui registrazione dell'anno, album dell'anno, canzone dell'anno, miglior album ingegnerizzato, non classico e miglior album pop vocale  per il suo contributo a When We All Fall Asleep, Where Do We Go? di Billie Eilish.

#### Da un ingegnere o mixer
Il numero massimo di Grammy vinti da un ingegnere o da un mixer in una notte è 6. Alla 59ª edizione dei Grammy Awards, Tom Elmhirst ha vinto il premio come registrazione dell'anno, album dell'anno, miglior album pop vocale, miglior album rock, miglior album di musica alternativa, nonché miglior album ingegnerizzato, non classico per il suo lavoro su 25 di Adele, Tell Me I'm Pretty di Cage the Elephant e Blackstar di David Bowie.

### Maggior numero di candidature

#### In assoluto
- 99 - Beyoncé[1]
- 88 - Jay-Z[10]
- 84 - Paul McCartney
- 80 - Quincy Jones[3]
- 76 - John Williams[7]
- 76 - Kanye West[12]
- 75 - Chick Corea[4]
- 74 - Georg Solti[2]
- 74 - Stevie Wonder[9]
- 72 - Henry Mancini[20]
- 67 - Pierre Boulez[6]
- 63 - Leonard Bernstein
- 58 - Taylor Swift
- 58 - Willie Nelson
- 57 - Kendrick Lamar[14]
- 55 - Dolly Parton
- 55 - Drake

#### In una notte
- 12 - Michael Jackson nel 1984
- 12 - Babyface nel 1997
- 11 - Kendrick Lamar nel 2016
- 11 - Jon Batiste nel 2022
- 11 - Beyoncé nel 2025[25]
- 10 - Lauryn Hill nel 1999
- 10 - Kanye West nel 2005
- 10 - Beyoncé nel 2010
- 10 - Eminem nel 2011
- 9 - Roger Miller nel 1966
- 9 - Paul McCartney nel 1966
- 9 - The Manhattan Transfer nel 1986
- 9 - Eric Clapton nel 1993
- 9 - Santana nel 2000
- 9 - Jay-Z nel 2014
- 9 - Beyoncé nel 2017
- 9 - Beyoncé nel 2021
- 9 - Beyoncé nel 2023
- 9 - SZA nel 2024

#### Senza vincerne premi
- 20 - Chris Gehringer
- 18 - Zubin Mehta
- 18 - Post Malone
- 17 - Dave Kutch
- 17 - Fred Hersch
- 17 - Snoop Dogg
- 16 - Brian McKnight
- 16 - Björk
- 15 - Joe Satriani
- 15 - Dierks Bentley
- 14 - Toshiko Akiyoshi
- 14 - Martina McBride
- 14 - Musiq Soulchild
- 13 - Katy Perry
- 13 - José Serebrier
- 13 - Diana Ross
- 13 - Spyro Gyra
- 13 - Charlie Wilson

#### Senza vincerne premi in una singola notte
- 9 - Paul McCartney nel 1966
- 8 - Rihanna nel 2017
- 8 - Kanye West nel 2017
- 8 - Jay-Z nel 2018
- 8 - Justin Bieber nel 2022
- 8 - Post Malone nel 2025
- 7 - Stevie Wonder nel 1983
- 7 - India.Arie nel 2002
- 7 - Kendrick Lamar nel 2014
- 7 - Billie Eilish nel 2022 e nel 2025[26]

### Altri primati
- Maggior numero di Grammy postumi in una notte: nel 2005 Ray Charles ha vinto ben 5 Grammy postumi, stabilendo il record.

## Categorie principali

### Maggior numero di Grammy vinti per Album dell'anno
- 5 premi
  - Șerban Ghenea, ingegnere/mixer - 1989  (2016), 25 (2017), 24K Magic (2018), Folklore (2021), Midnights (2024)[16][27]
- 4 premi
  - John Hanes, ingegnere/mixer - 1989 (2016), 25 (2017), 24K Magic (2018), Folklore (2021)
  - Taylor Swift, artista - Fearless (2010), 1989 (2016), Folklore (2021), Midnights (2024)[28]
  - Tom Coyne, ingegnere - 21 (2012), 1989 (2016), 25 (2017), 24K Magic (2018)
  - Randy Merrill, ingegnere - 25 (2017), Folklore (2021), Harry's House (2023)
- 3 premi
  - Frank Sinatra, artista - Come Dance with Me! (1960), September of My anni (1966), A Man and His Music (1967)
  - Stevie Wonder, artista - Innervisions (1974), Fulfillingness' First Finale (1975), Songs in the Key of Life (1977)
  - Paul Simon, artista - Bridge over Troubled Water (1971), Still Crazy After All These anni (1976), Graceland (1987)
  - David Foster, produttore - Unforgettable... with Love (1992), The Bodyguard: Original Soundtrack Album (1994), Falling into You (1997)
  - Phil Ramone, produttore - Still Crazy After All These anni (1976), 52nd Street (1980), Genius Loves Company (2005)
  - Daniel Lanois, produttore - The Joshua Tree (1988), Time Out of Mind (1998), How to Dismantle an Atomic Bomb (2006)
  - Bob Ludwig, ingegnere - Babel (2013), Random Access Memories (2014), Morning Phase (2015)
  - Ryan Tedder, produttore - 21 (2012), 1989 (2016), 25 (2017)
  - Tom Elmhirst, ingegnere/mixer - 21 (2012), Morning Phase (2015), 25 (2017)
  - Mike Piersante, ingegnere/mixer - Fratello, dove sei? (2002), Raising Sand (2009), 25 (2017)
  - Laura Sisk, ingegnere/mixer - 1989 (2016), Folklore (2021), Midnights (2024)
  - Jack Antonoff, produttore - 1989 (2016), Folklore (2021), Midnights (2024)

### Maggior numero di Grammy vinti per Registrazione dell'anno
- 4 premi
  - Tom Coyne, ingegnere - Stay with Me (Darkchild Version) (2015), Uptown Funk (2016), Hello (2017), 24K Magic (2018)
- 3 premi
  - Paul Simon, artista - Mrs. Robinson (1969), Bridge over Troubled Water (1971), Graceland (1988)
  - Tom Elmhirst, ingegnere/mixer - Rehab (2008), Rolling in the Deep (2012), Hello (2017)
  - Bruno Mars, artista - Uptown Funk (2016), 24K Magic (2018), Leave the Door Open (2022)[29]
  - Șerban Ghenea, ingegnere/mixer - Uptown Funk (2016), 24K Magic (2018), Leave the Door Open (2022)[16]
  - John Hanes, ingegnere/mixer - Uptown Funk (2016), 24K Magic (2018), Leave the Door Open (2022)
  - Charles Moniz, ingegnere/mixer - Uptown Funk (2016), 24K Magic (2018), Leave the Door Open (2022)

### Maggior numero di Grammy vinti per Canzone dell'anno
- 2 premi
  - Henry Mancini - Moon River (1962), Days of Wine and Roses (1964)
  - Johnny Mercer - Moon River (1962), Days of Wine and Roses (1964)
  - James Horner - Somewhere Out There (1988), My Heart Will Go On (1999)
  - Will Jennings - Tears in Heaven (1993), My Heart Will Go On (1999)
  - Bono - Beautiful Day (2001), Sometimes You Can't Make It on Your Own (2006)
  - Adam Clayton - Beautiful Day (2001), Sometimes You Can't Make It on Your Own (2006)
  - The Edge - Beautiful Day (2001), Sometimes You Can't Make It on Your Own (2006)
  - Larry Mullen - Beautiful Day (2001), Sometimes You Can't Make It on Your Own (2006)
  - Adele - Rolling in the Deep (2012), Hello (2017)
  - Brody Brown - That's What I Like (2018), Leave the Door Open (2022)[29]
  - D'Mile - I Can't Breathe (2021), Leave the Door Open (2022) - prima volta consecutivamente[29]
  - Bruno Mars - That's What I Like (2018), Leave the Door Open (2022)[29]
  - Billie Eilish - Bad Guy (2020), What Was I Made For? (2024)[30]
  - Finneas O'Connell - Bad Guy (2020), What Was I Made For? (2024)[30]

### Artisti che hanno vinto in tutte le quattro categorie principali

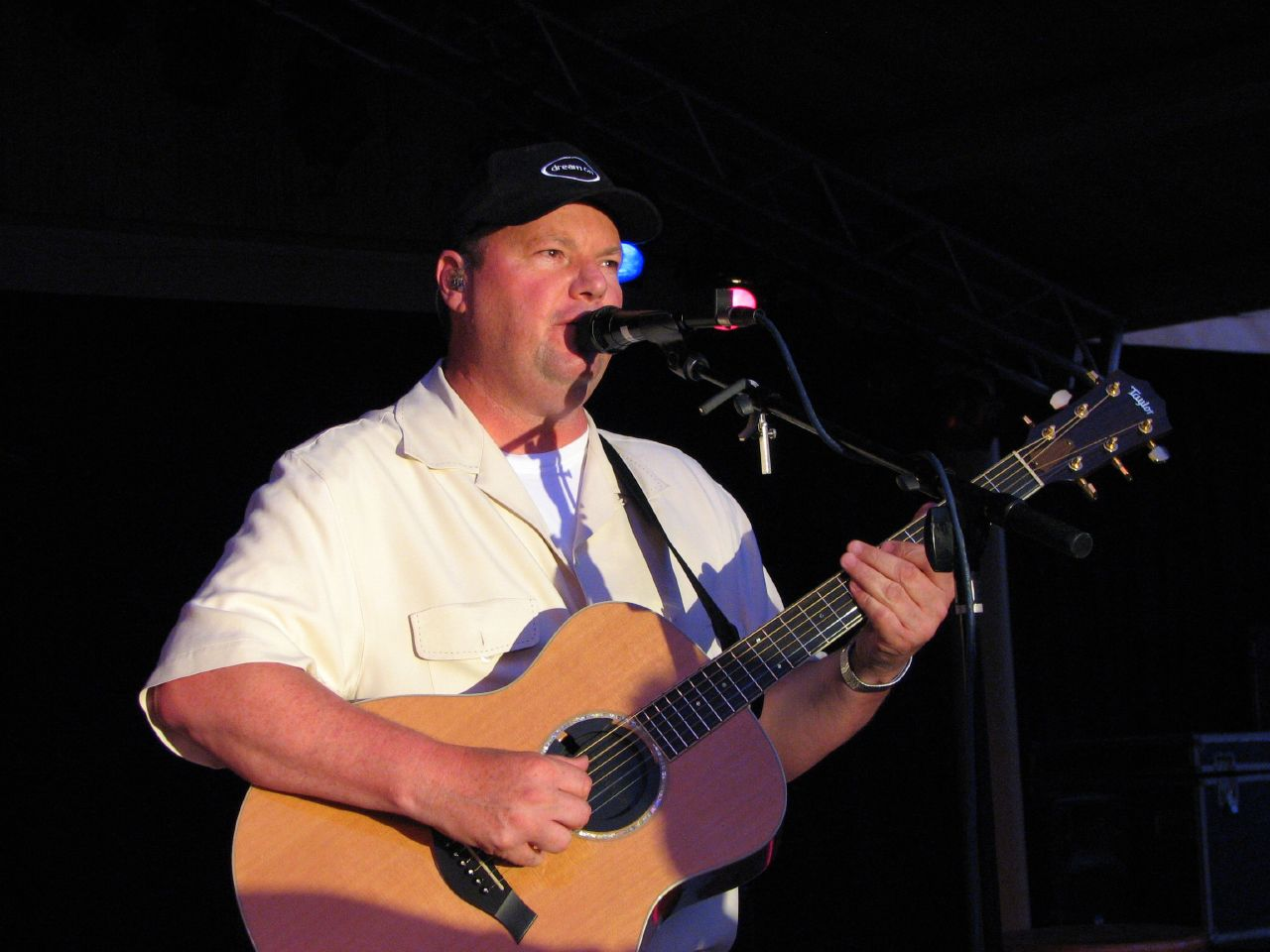
Christopher Cross è stato il primo artista a vincere tutte e quattro le categorie generali in una notte.

Solo tre artisti hanno vinto nelle categorie Canzone dell'anno, Album dell'anno, Registrazione dell'anno e Miglior artista esordiente.
- Christopher Cross fu il primo, nel 1981.[31]
- Adele è la seconda artista ad averle vinte tutte, nonché la prima donna a giungere a tale traguardo (nel 2009 ha vinto come Miglior artista esordiente, mentre nel 2012 e nel 2017 ha vinto nelle altre tre categorie).[32]
- Billie Eilish è diventata la terza artista di sempre nel riuscire in tale impresa, nonché la prima donna a vincere tutte e quattro le categorie in una sola notte, nel 2020.[22]

### Artisti che hanno vinto Registrazione, Canzone e Album dell'anno in una notte

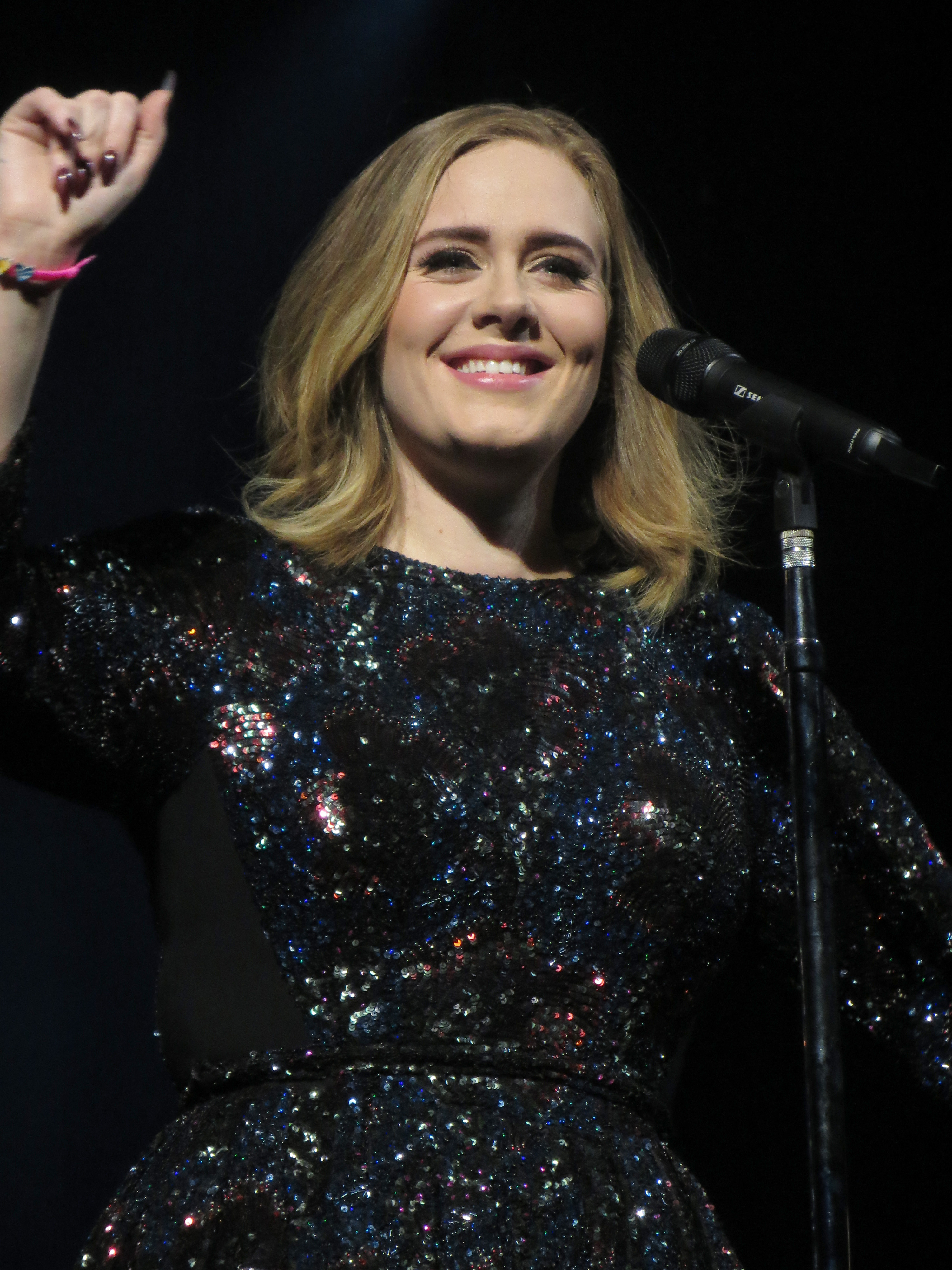
Adele è l'unica artista nella storia dei Grammy ad aver vinto Canzone, Album e Registrazione dell'anno in una notte ben due volte.

Soltanto 8 artisti hanno vinto Canzone dell'anno, Album dell'anno e Registrazione dell'anno in una notte. Adele è l'unica artista nella storia dei Grammy ad aver raggiunto questo primato ben due volte: nel 2012 e nel 2017.
- 1971 - Paul Simon
- 1972 - Carole King
- 1981 - Christopher Cross[31]
- 1993 - Eric Clapton
- 2007 - Dixie Chicks
- 2012 - Adele[32]
- 2017 - Adele
- 2018 - Bruno Mars
- 2020 - Billie Eilish[22]

### Artisti che sono stati candidati in tutte le quattro categorie principali in una notte
Soltanto 14 artisti sono stati nominati in tutte le quattro categorie principali in una notte.
Nel 1968, Bobbie Gentry divenne la prima artista, nonché donna, a ricevere una candidatura nelle quattro categorie principali in una sola edizione, seguita da Christopher Cross nel 1981 e i Fun. nel 2013, diventando rispettivamente il primo artista e il primo gruppo a riuscire in tale impresa. Lizzo è stata l'artista più anziana a raggiungere tale traguardo, a 31 anni, mentre la più giovane è stata Billie Eilish, a 17 anni. Entrambe furono nominate nelle quattro categorie principali per l'edizione 2020, unica occasione nella quale due artisti hanno ricevuto una candidatura in tali categorie nella stessa serata.
- 1968 - Bobbie Gentry
- 1981 - Christopher Cross[31]
- 1985 - Cyndi Lauper
- 1989 - Tracy Chapman
- 1991 - Mariah Carey
- 1998 - Paula Cole
- 2002 - India.Arie
- 2008 - Amy Winehouse
- 2013 - Fun.
- 2015 - Sam Smith
- 2020 - Billie Eilish[22][33]
- 2020 - Lizzo[33]
- 2022 - Olivia Rodrigo[34]
- 2022 - Finneas O'Connell
- 2025 - Sabrina Carpenter
- 2025 - Chappell Roan

## Record di età

### Vincitori più giovani

#### In assoluto

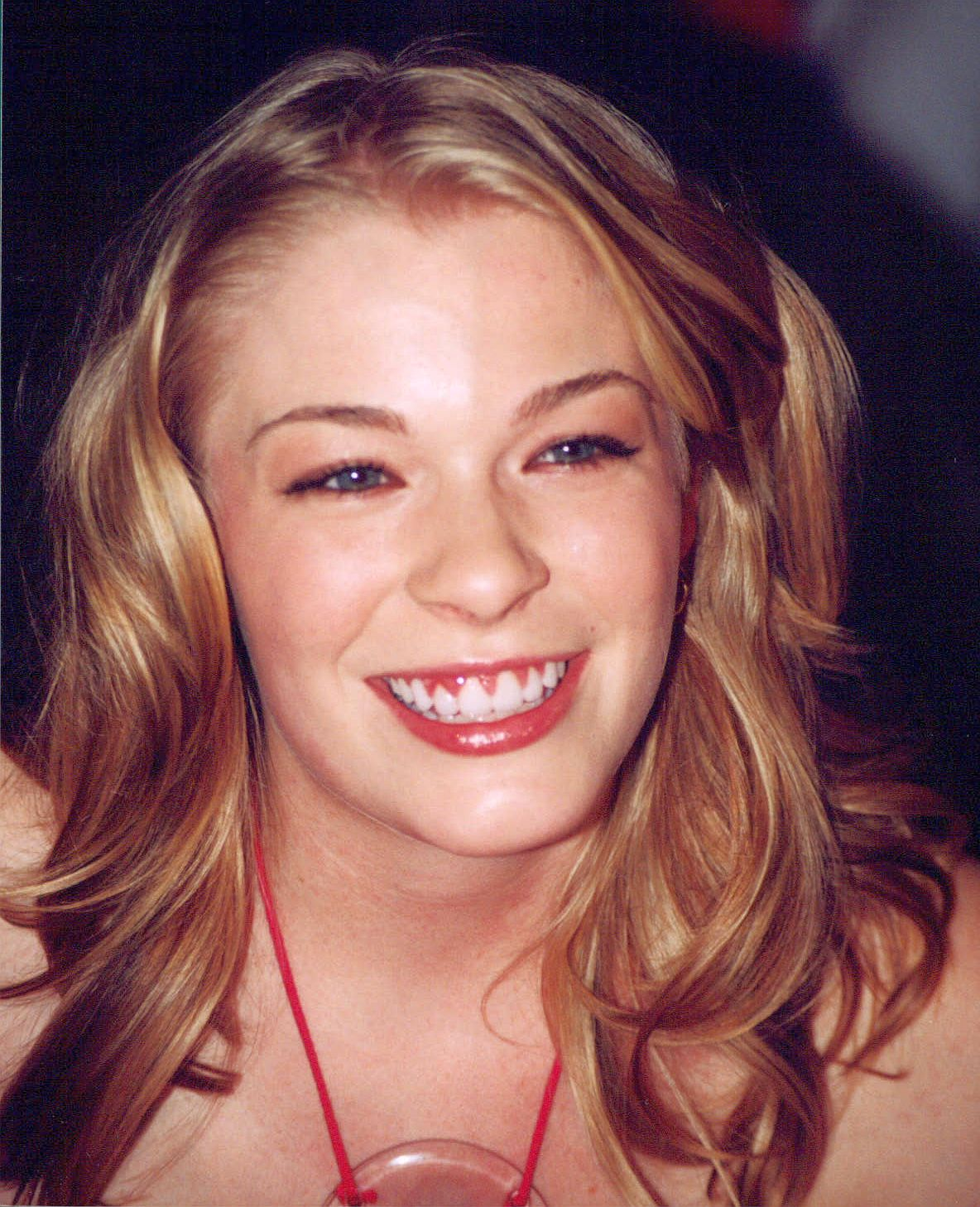
LeAnn Rimes è la più giovane vincitrice del Grammy Award al miglior artista esordiente.

Le Peasall Sisters (Leah Peasall, Hannah Peasall e Sarah Peasall) sono le più giovani vincitrici di Grammy; hanno vinto l'album dell'anno per la colonna sonora Fratello, dove sei?.
Blue Ivy Carter è la più giovane vincitrice accreditata individualmente. Aveva 9 anni quando ha vinto il suo primo premio nel 2021, dopo essere stata accreditata nella canzone di sua madre, Beyoncé, Brown Skin Girl.
LeAnn Rimes è la più giovane vincitrice individuale. Aveva 14 anni quando ha vinto i suoi primi due premi nel 1997. È stata anche la prima artista country a vincere il Grammy come miglior nuovo artista.
| #  | Età                 | Artista            | Anno |
| -- | ------------------- | ------------------ | ---- |
| 1  | 8 anni              | Leah Peasall       | 2002 |
| 2  | 9 anni, 66 giorni   | Blue Ivy Carter    | 2021 |
| 3  | 11 anni             | Hannah Peasall     | 2002 |
| 4  | 14 anni             | Sarah Peasall      | 2002 |
| 5  | 14 anni, 160 giorni | Walter Russell III | 2023 |
| 6  | 14 anni, 182 giorni | LeAnn Rimes        | 1997 |
| 7  | 14 anni, 313 giorni | Luis Miguel        | 1985 |
| 8  | 16 anni, 308 giorni | Stephen Marley     | 1982 |
| 9  | 17 anni, 80 giorni  | Lorde              | 2014 |
| 10 | 18 anni, 39 giorni  | Billie Eilish      | 2020 |

#### Nella categoria Album dell'anno (come artista principale)

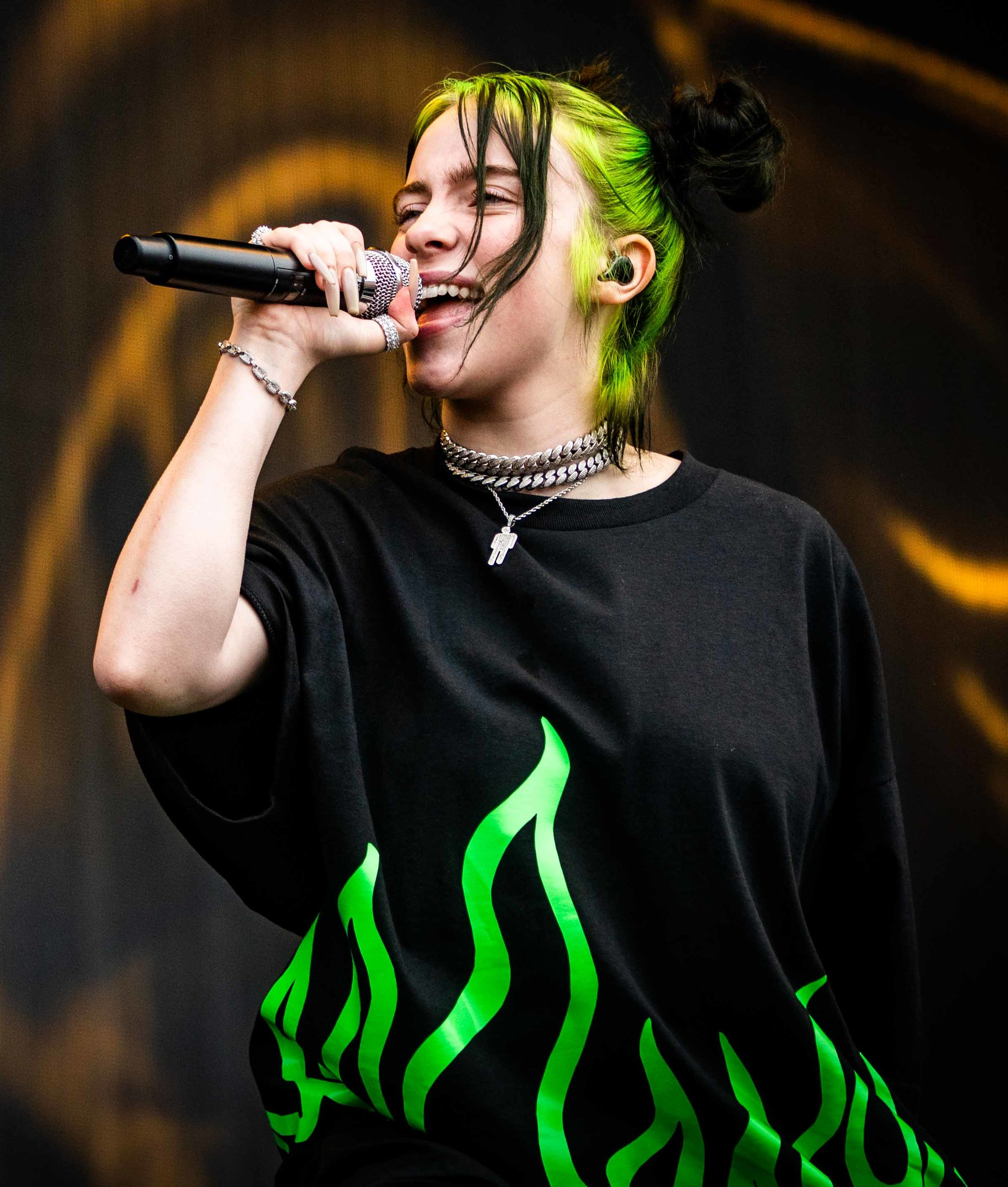
Billie Eilish è l'artista più giovane a vincere i Grammy per album dell'anno e registrazione dell'anno.

| # | Età                 | Artista           | Anno |
| - | ------------------- | ----------------- | ---- |
| 1 | 18 anni, 39 giorni  | Billie Eilish     | 2020 |
| 2 | 20 anni, 49 giorni  | Taylor Swift      | 2010 |
| 3 | 21 anni, 272 giorni | Alanis Morissette | 1996 |
| 4 | 22 anni, 18 giorni  | Barbra Streisand  | 1964 |
| 5 | 23 anni, 274 giorni | Lauryn Hill       | 1999 |
| 6 | 23 anni, 283 giorni | Adele             | 2012 |
| 7 | 23 anni, 293 giorni | Stevie Wonder     | 1974 |
| 8 | 23 anni, 330 giorni | Norah Jones       | 2003 |

#### Nella categoria Registrazione dell'anno
| #  | Età                 | Artista         | Anno |
| -- | ------------------- | --------------- | ---- |
| 1  | 18 anni, 39 giorni  | Billie Eilish   | 2020 |
| 2  | 19 anni, 86 giorni  | Billie Eilish   | 2021 |
| 3  | 22 anni, 265 giorni | Sam Smith       | 2015 |
| 4  | 22 anni, 320 giorni | Kimbra          | 2013 |
| 5  | 23 anni, 72 giorni  | Jared Followill | 2010 |
| 6  | 23 anni, 199 giorni | Bobby Darin     | 1960 |
| 7  | 23 anni, 283 giorni | Adele           | 2012 |
| 8  | 23 anni, 330 giorni | Norah Jones     | 2003 |
| 9  | 24 anni, 23 giorni  | Florence LaRue  | 1968 |
| 10 | 24 anni, 149 giorni | Amy Winehouse   | 2008 |

#### Nella categoria Canzone dell'anno

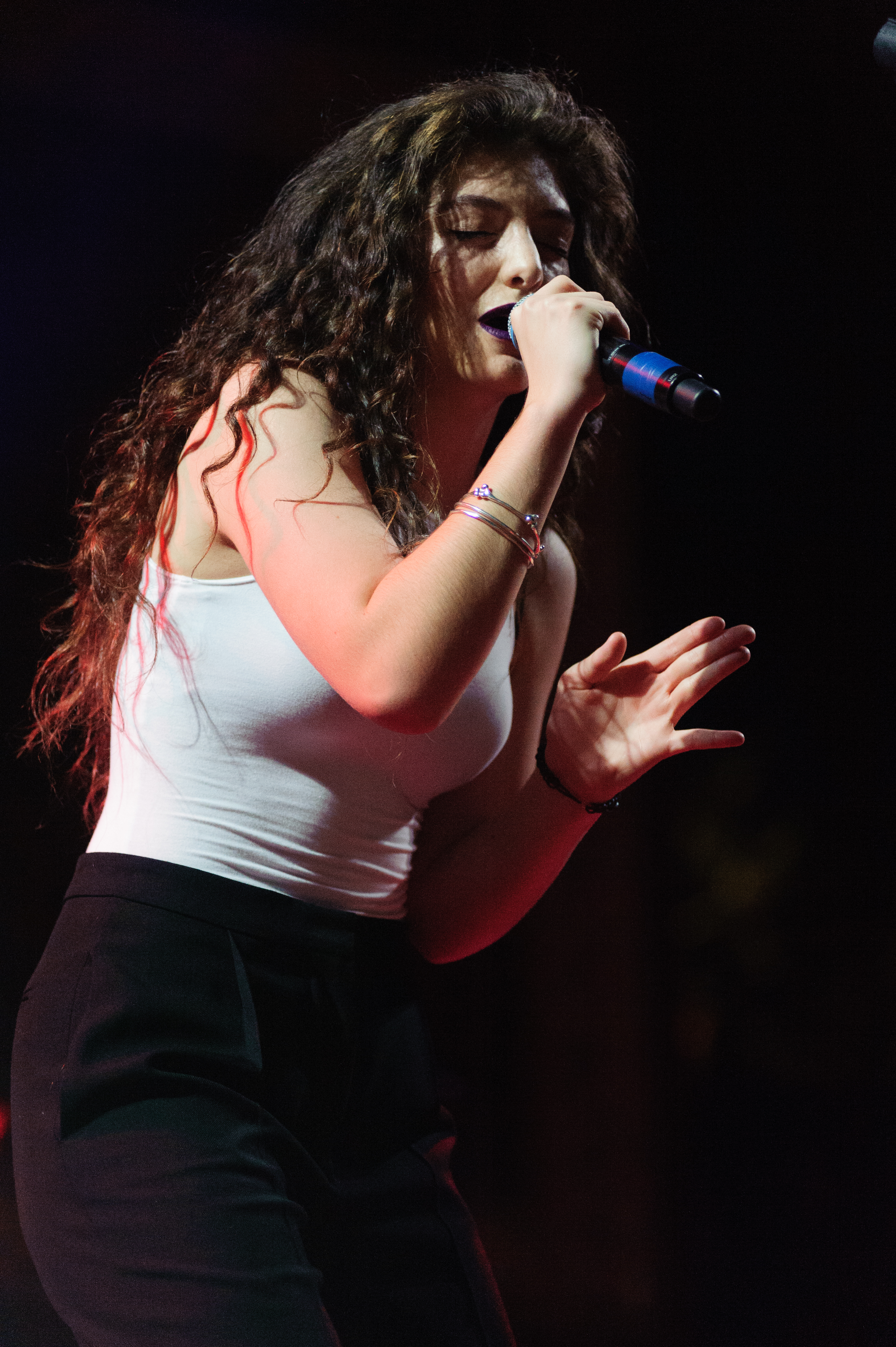
Lorde, l'artista più giovane a vincere la canzone dell'anno.

A 17 anni, Lorde è diventata l'artista più giovane a vincere la canzone dell'anno quando ha vinto per Royals nel 2014.

#### Nella categoria miglior artista esordiente
A 14 anni, LeAnn Rimes è diventata la più giovane vincitrice del miglior artista esordiente quando ha vinto nel 1997.

### Vincitori più anziani
Gli artisti più anziani a vincere una candidatura:
| # | Età                 | Artista          | Anno |
| - | ------------------- | ---------------- | ---- |
| 1 | 97 anni, 221 giorni | Pinetop Perkins  | 2011 |
| 2 | 95 anni, 243 giorni | Tony Bennett     | 2022 |
| 3 | 95 anni, 31 giorni  | George Burns     | 1991 |
| 4 | 94 anni, 132 giorni | Jimmy Carter     | 2019 |
| 5 | 91 anni, 137 giorni | Jimmy Carter     | 2016 |
| 6 | 91 anni, 3 giorni   | John Williams    | 2024 |
| 7 | 90 anni, 52 giorni  | Elizabeth Cotten | 1985 |
| 8 | 90 anni, 26 giorni  | Betty White      | 2012 |

### Candidati più giovani
Gli artisti più giovani a ricevere una candidatura:
| #  | Età                 | Artista                 |
| -- | ------------------- | ----------------------- |
| 1  | 2 anni, 348 giorni  | Hazel Monét             |
| 2  | 8 anni              | Leah Peasall            |
| 3  | 8 anni, 160 giorni  | Deleon Richards         |
| 4  | 8 anni, 246 giorni  | Bobby Bare Jr.          |
| 5  | 8 anni, 322 giorni  | Blue Ivy Carter         |
| 6  | 10 anni, 136 giorni | Hayden Panettiere       |
| 7  | 10 anni, 309 giorni | Stephen Marley          |
| 8  | 11 anni             | Hannah Peasall          |
| 9  | 12 anni, 126 giorni | Zac Hanson              |
| 10 | 12 anni, 155 giorni | Joey Alexander          |
| 11 | 12 anni, 199 giorni | Michael Jackson         |
| 12 | 12 anni, 234 giorni | Kelvin Grant            |
| 13 | 12 anni, 273 giorni | Billy Gilman            |
| 14 | 14 anni, 45 giorni  | Chris "Daddy Mac" Smith |
| 15 | 14 anni, 140 giorni | Marie Osmond            |
| 16 | 14 anni, 182 giorni | LeAnn Rimes             |
| 17 | 14 anni             | Sarah Peasall           |
| 18 | 14 anni, 197 giorni | Chris "Mac Daddy" Kelly |
| 19 | 14 anni, 313 giorni | Luis Miguel             |
| 20 | 14 anni, 348 giorni | Taylor Hanson           |